# Luis María Etcheverry Boneo
Luis María Etcheverry Boneo (n. Buenos Aires, 18 de septiembre de 1917 – † Madrid, 18 de marzo de 1971), fue un sacerdote argentino, fundador de la institución de Vida Consagrada Servidoras. Fiel al ideal paulino de Instaurar todas las cosas en Cristo, dedicó su vida a fomentar una cultura católica. Por su vida ejemplar, la Iglesia ha iniciado el proceso de canonización, nombrándolo Siervo de Dios, en 1997.